# The Force (2017)
The Force ist ein US-amerikanischer Dokumentarfilm von Peter Nicks, der am 22. Januar 2017 im Rahmen des U.S. Documentary Competition des Sundance Film Festivals seine Weltpremiere feierte. Der Film zeigt die Arbeit des Oakland Police Departments und erzählt von Schwierigkeiten und Skandalen innerhalb der Polizeibehörde von Oakland.

## Handlung

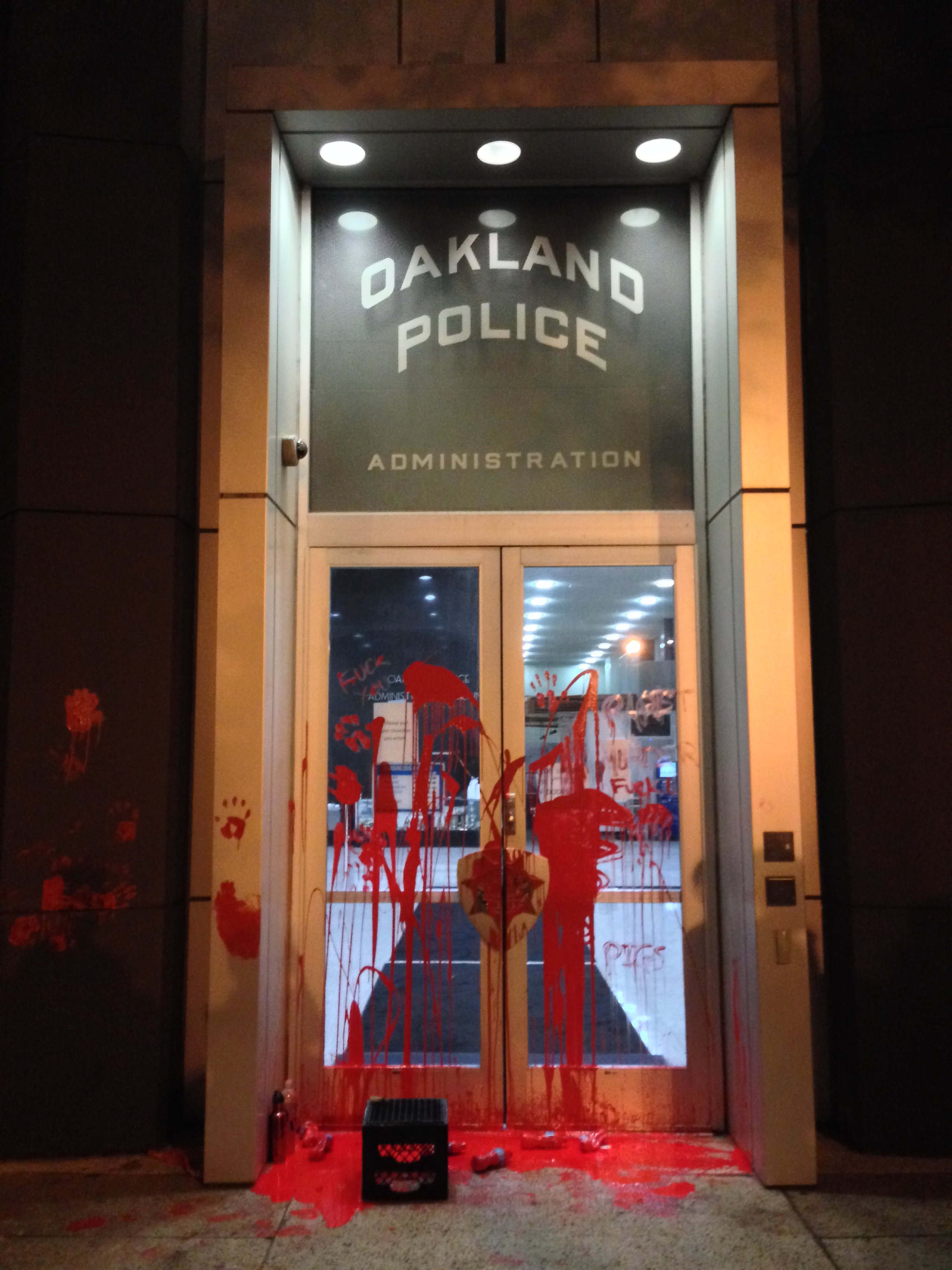
Im Film wird gezeigt, wie die hoffnungslos unterbesetzte Polizeibehörde von Oakland nicht nur täglich die Kriminalität in der Stadt bekämpfen, sondern auch ihr beschädigtes Image aufpolieren muss. Das Bild zeigt eine durch Vandalismus beschmierte Tür des Oakland Police Departments

Der Film zeigt anhand des Beispiels Oakland in Kalifornien die Arbeit und Probleme einer US-amerikanischen Polizeibehörde. Dort herrscht in der Bevölkerung spätestens seit der Tötung des Afroamerikaners Michael Brown durch einen Polizisten am 9. August 2014 in der Kleinstadt Ferguson im Bundesstaat Missouri, großes Misstrauen gegenüber den Ordnungshütern. Vor allem die afroamerikanische Bevölkerung fordert ein Umdenken in der Polizeiarbeit. 
Die hoffnungslos unterbesetzte Polizeibehörde muss nicht nur täglich die Kriminalität in der Stadt bekämpfen, sondern dabei auch langfristig versuchen, ihr beschädigtes Image wieder aufzupolieren und die Wogen zu glätten. Die Polizisten, aber auch ihre Vorgesetzten müssen im weiteren Verlauf ein weiteres Fehlverhalten und weitere Anschuldigungen von Polizeigewalt unbedingt vermeiden.

## Hintergrund
Wie viele Strafverfolgungsbehörden in den USA, geriet auch das Oakland Police Department wegen fragwürdigen Methoden in der Polizeiarbeit in die Schlagzeilen, auch wenn die Stadt versucht hatte, die Beziehung zwischen ihren Einsatzkräften und der Bevölkerung zu verbessern. Die Situation verschärfte sich nach der Tötung des Afroamerikaners Michael Brown durch einen Polizisten im Jahr 2014. 
Weniger als zwei Jahre später trat erst der Polizeichefs Sean Whent zurück, kurze Zeit hiernach musste der Interimschef Ben Fairow im Juni 2016 wegen eines Sexskandals zurücktreten und schließlich auch sein Nachfolger Paul Figueroa den Hut nehmen. In der Geschichte der Polizei von Oakland war dies nichts Neues, denn bereits 2013 hatten drei Polizeichefs der Stadt nach verschiedenen Skandalen ihren Rücktritt bekanntgegeben. Im Juni 2016 konnte die Stadt damit auf sechs verschiedene Polizeichefs seit dem Jahr 2011 zurückblicken. 
Hiernach übernahm Sabrina Landreth, die zuvor für die Stadtverwaltung von Oakland arbeitete und als Ortsvorsteherin von Emeryville fungierte, auf Geheiß von Libby Schaaf, der Bürgermeisterin von Oakland, die Leitung der Abteilung.

## Produktion

### Stab
Die Regie übernahm Peter Nicks. Es handelt sich bei The Force um den zweiten Film einer geplanten Trilogie über Institutionen in Oakland. Im Film The Waiting Room, der 2012 erschienen war, machte Nicks auf die Missstände in der Gesundheitsversorgung aufmerksam, in The Force wird die Kriminalität und die Arbeit der Polizei im Mittelpunkt stehen. Der letzte Teil der geplanten Trilogie soll das Bildungswesen zum Gegenstand haben. Bei der als Dokumentationsserie aufgebauten Trilogie ließ sich Nicks nach eigenen Aussagen von der Dramaserie The Wire inspirieren, die in jeder Staffel eine unterschiedliche Institution von Baltimore in Maryland in den Fokus rückt.
Der Regisseur, der auch die Kamera führte und 2007 für seine Dokuserie AIR: America's Investigative Reports im Rahmen der News & Documentary Emmy Awards  in der Kategorie Outstanding Feature Story in a News Magazine ausgezeichnet wurde, ist bekannt dafür, in seinen Filmen auf Missstände aufmerksam zu machen und mutig von unbequemen Wahrheiten zu berichten. Sein Dokumentarfilm The Waiting Room erhielt von den Kritikern viel Lob. Produzentin Linda Davis, die gemeinsam mit Nicks und Lawrence Lerew auch das Drehbuch zu The Force schrieb und bereits The Waiting Room produziert hatte, war ebenfalls mehrmals im Rahmen der News & Documentary Emmy Awards nominiert worden. Auch der Filmeditor Lawrence Lerew erhielt für seine Arbeit an dem Dokumentarfilm eine Nominierung für diesen Preis.

### Veröffentlichung
Der Film feierte am 22. Januar 2017 im Rahmen des U.S. Documentary Competition des Sundance Film Festivals seine Weltpremiere. Ab 20. Mai 2017 wurde The Force im Rahmen des Seattle International Film Festivals vorgestellt. Am 28. Februar 2019 soll der Film in die deutschen Kinos kommen.

## Rezeption

### Kritiken
Der Film konnte bislang 87 Prozent der Kritiker bei Rotten Tomatoes überzeugen. Die durchschnittliche Bewertung liegt bei 7,1/10.
Sean P. Means von The Salt Lake Tribune spricht von einer überzeugenden Dokumentation die zeige, wie im krisengeschüttelten Oakland Police Department aus eigentlich guten Absichten, schlechte Gewohnheiten werden.

### Auszeichnungen
San Francisco International Film Festival 2017
- Nominierung als The Golden Gate Award Documentary Feature – Dokumentarfilme (Peter Nicks)
- Auszeichnung mit dem McBaine Bay Area Documentary Feature Award (Peter Nicks)[11][12]

Sundance Film Festival 2017
- Nominierung als Wettbewerbsfilm im U.S. Documentary Competition
- Auszeichnung mit dem Directing Award – U.S. Documentary (Peter Nicks)[13]